# Miel van Gils
Miel (Hermelindus Cornelus) van Gils (Dinteloord, 29 oktober 1924 – Brasschaat, 6 juni 2015) was een Nederlands ondernemer in de modebranche. Hij richtte het productiebedrijf voor herenkleding en gelijknamige modemerk Van Gils op.

## Carrière
In 1946 begonnen Miel en zijn broer Janus van Gils met het vervaardigen van kleding voor slachtoffers van de Tweede Wereldoorlog in Dinteloord. Twee jaar later verhuisden ze naar een groter onderkomen in Oud Gastel en in de jaren '50 breidden ze de productie van het bedrijf uit naar kleding voor kinderen en mannen.
In de volgende twee decennia nam de productie toe en openden de broers fabrieken in Roosendaal, Bergen op Zoom, Aarschot, België en Berlaar. Het hoofdkantoor verhuisde in 1969 van Roosendaal naar het Belgische Essen. Van Gils breidde nog verder uit met fabrieken in Portugal, Malta, Athene, Casablanca, Tanger en Ciudad Juárez.
In de jaren '70 droeg Miel het bedrijf geleidelijk over op zijn drie zoons, Alwin, Jacques en Ben. Zij lanceerden in 1978 het modemerk Van Gils dat wereldwijd bekend werd. Snelle groei van het bedrijf leidde in 1992 tot problemen. Het merk werd verkocht aan een andere eigenaar.
Alwin, Jacques en Ben van Gils zetten hun activiteiten in de mode-industrie als producent van luxe kleding voor internationale merken voort onder een nieuwe naam: The Makers. Miel van Gils bleef als adviseur bij het familiebedrijf betrokken.